# Bergenia scopulosa
Bergenia scopulosa és una planta del gènere Bergenia i pertany a la família de les Saxifragàcies. Creix en boscos, esquerdes de les roques a 2500-3600 metres al sud de Shaanxi (Qin Ling).
Són herbes perennes de 10-50 cm d'altura. Els rizomes són gruixuts i escamosos. Les fulles totes són basals. El pecíol fa 1,5 a 13 cm, revestiment de base glabra al marge; limbe orbicular o àmpliament ovades a àmpliament el·líptiques, (5) 16,5-25 × (4) 13,2-22 cm, coriàcies, glabres, les dues superfícies minuciosament glandular sense os, en general de base arrodonida, poques vegades àmpliament cuneades, marge sinuós o sinuós-dentat, de vegades subsencera i l'àpex és obtús. La inflorescència és cimosa amb moltes flors, els pedicels 5-9 mm, glabres. L'hipant és porpra i glabre. Els sèpals són ovats a àmpliament així, 4-4,5 × 3,3-5 mm, coriacis, glabres les dues cares superfícies, amb moltes venes i l'àpex obtús. Els pètals són el·líptiques o àmpliament ovades orbicular, 8-9 × 6-7,8 mm, venes pinedes, de base estreta gradualment en una arpa ca. 1 mm, àpex obtús. Els estams mesuren 4,5-5 mm. L'ovari és ovoide, d'uns 4,5 mm amb 2 estils d'uns 5 mm. Les flors floreixen entre maig i setembre.

## Taxonomia
Bergenia scopulosa va ser descrita per Tso Pin Wang i publicat a Flora Tsinlingensis 1(2): 433, 607. 1974.